# 吴正丹
吴正丹（1981年—），女，辽宁沈阳人，中国杂技表演艺术家，一级演员，现任中国杂技家协会副主席。曾任第十届全国人大代表。